# Чапанна війна
Чапа́нна війна або чапа́нка (чапанне повстання) — одне з найбільших селянських повстань проти більшовиків під час громадянської війни в Російській імперії в березні-квітні 1919 року. Повстання охопило територію Сизранського, Сенгіліївського, Карсунского повітів Симбірської і Ставропольського і Мелекеського повітів Самарської губерній. Отримало назву по одягу повсталих: чапан — зимовий сіряк, з овчини, підперізувалися поясом особливий халат, популярна одяг серед селян регіону під час холодів. Повстання було жорстко придушено, а його учасники, в більшості — селяни зазнали терору і масових репресій.

## Причини повстання
Було викликано політикою більшовицького уряду: політична та продовольча диктатура, продрозверстка, грабіж села. На початку 1919 в селах і селах Симбірської губернії знаходилося 3500 робітників з продзагонів і 1700 продармійців, надісланих з міст центру країни для заготівлі хліба. До лютого 1919 у симбірських селян було вилучено понад 3 млн пудів хліба. Тим часом в цей же час почалося стягування надзвичайного податку, введеного урядом в грудні 1918 р [Архівовано 7 квітня 2020 у Wayback Machine.]. Серед селян сформувалася думка, що їх прирікають на голодну смерть.